# 溧阳州
溧阳州，中国元朝时设置的州，辖境大致相当于今江苏省溧阳市。

## 历史
元朝元贞元年（1295），溧阳县因民户超过五万而升为中州，改称溧阳州，仍属建康路（建康路原属江东道宣慰司，大德三年（1299）改直属江浙行省，天历二年（1329）改称集庆路，至正十六年（1356）朱元璋攻克集庆路，改称应天府。）。
明朝洪武二年（1369），溧阳州降格为溧阳县。